# Transtorno neurológico
Transtornos neurobiológicos são as doenças do cérebro, coluna vertebral e nervos que as conectam. Existem mais de 600 doenças do sistema nervoso, tais como tumores cerebrais, epilepsia, doença de Parkinson, acidente vascular cerebral, bem como as menos conhecidas, como a demência frontotemporal.. Centenas de milhões de pessoas no mundo são afetadas por distúrbios neurológicos: por exemplo, 50 milhões de pessoas têm epilepsia; 62 milhões são afetados por doença cerebrovascular; 326 milhões de pessoas sofrem de enxaqueca; 24,5 milhões são afetados pela doença de Alzheimer e outras demências globalmente.